# 謝衣鳯
謝衣鳯（1977年7月12日－），中華民國政治人物，中國國民黨籍，國立政治大學經濟學系博士，現任立法委員、中國國民黨副秘書長、中國國民黨中央常務委員、中國國民黨彰化縣黨部主任委員。
2020年就任第10屆立法委員至今，曾擔任中國國民黨立法院黨團書記長、立法院經濟委員會、立法院司法及法制委員會召集委員，並曾獲公民監督國會聯盟評鑑為「優秀立委」以及「口袋國會」評鑑為「5星優質立委」。

## 立法委員
2020年1月11日，首次參選立委的謝衣鳳以將近100,000票的得票數獲勝，這也創了「一家三代立委」的罕見紀錄。
2024年1月13日，連任立法委員，在所屬選區所有鄉鎮皆勝於主要對手、民主進步黨的吳音寧。

### 面臨罷免
2025年面臨罷免，同年5月因第二階段連署書不足，罷免宣告失敗。

## 政策立場

### 立法與提案
- 再生醫療立法[11]

### 選區事務
- 爭取彰化東螺溪「東螺溪水環境整體改善計畫」7.66億元經費[12]

## 爭議

### 違建指控
2023年12月，立委候選人吳音寧指控，謝家豪宅違法二次施工，而且占用台灣糖業公司土地及人行道。謝衣鳯回應，該棟房屋的產權非他所有，取得土地及申請建造過程皆合法，無違建。

## 個人生活
2023年參選立委的財產申報顯示，謝衣鳳名下有13筆不動產，2,931萬餘元的存款，以及有價證券、保險等。

### 家庭
- 祖父：謝言信曾任立法委員。
- 父親：謝新隆是三大有線電視股份有限公司董事長 ，三大寬頻股份有限公司董事長 。
- 母親：鄭汝芬曾任立法委員。
- 弟弟：謝典林為現任彰化縣議會議長。

## 選舉紀錄
| 年度 | 選舉屆數             | 選舉區           | 所屬政黨   | 得票數 | 得票率 | 當選標記 | 備註 |
| ---- | -------------------- | ---------------- | ---------- | ------ | ------ | -------- | ---- |
| 2020 | 第十屆立法委員選舉   | 彰化縣第三選舉區 | 中國國民黨 | 97,396 | 51.15% |          |      |
| 2024 | 第十一屆立法委員選舉 | 彰化縣第三選舉區 | 中國國民黨 | 97,681 | 53.75% |          |      |

## 外部連結
- 謝衣鳯的Facebook專頁
- YouTube上的謝衣鳯頻道